# 1988년 하계 올림픽 소련 선수단
소련은 1988년 9월 17일부터 10월 2일까지 대한민국 서울에서 열린 1988년 하계 올림픽에 참가했다. 소련은 금메달 55개, 은메달 31개, 동메달 46개를 획득하여 1988년 하계 올림픽 종합 1위를 차지하였다. 이 대회는 1991년에 소련이 해체되면서 소련 선수단이 마지막으로 참가한 하계 올림픽 대회이다.

## 출전 선수
| 종목           | 남자 | 여자 | 전체 |
| -------------- | ---- | ---- | ---- |
| 양궁           | 3    | 3    | 6    |
| 육상           | 39   | 44   | 85   |
| 농구           | 12   | 12   | 24   |
| 복싱           | 12   | –    | 12   |
| 카누           | 12   | 5    | 17   |
| 사이클         | 14   | 4    | 18   |
| 다이빙         | 4    | 4    | 8    |
| 승마           | 6    | 2    | 8    |
| 펜싱           | 15   | 5    | 20   |
| 하키           | 15   | 0    | 15   |
| 축구           | 18   | –    | 18   |
| 체조           | 6    | 8    | 14   |
| 핸드볼         | 14   | 15   | 29   |
| 유도           | 7    | –    | 7    |
| 근대5종        | 3    | –    | 3    |
| 조정           | 30   | 23   | 53   |
| 요트           | 13   | 2    | 15   |
| 사격           | 17   | 6    | 23   |
| 수영           | 19   | 8    | 27   |
| 아티스틱스위밍 | –    | 3    | 3    |
| 탁구           | 2    | 3    | 5    |
| 테니스         | 4    | 3    | 6    |
| 배구           | 12   | 12   | 24   |
| 수구           | 13   | –    | 13   |
| 역도           | 9    | –    | 9    |
| 레슬링         | 20   | –    | 20   |
| 전체           | 321  | 162  | 483  |

## 같이 보기
- 올림픽 소련 선수단